# Barranquet de Remordí
El barranquet de Remordí és un barranc que discorre dins del terme municipal de la Vall de Boí, a la comarca de l'Alta Ribagorça, i dins el Parc Nacional d'Aigüestortes i Estany de Sant Maurici.
És afluent per la dreta de la Noguera de Tor. Té el naixement a 2.483 metres, a peus dels Espadats de Comalestorres. El seu curs discorre cap a l'est, en un primer tram, i al sud-est després; fins a desaiguar a la Noguera de Tor, a 1.674 metres d'altitud, uns 200 metres per sota de la Presa de Cavallers.